# Franco Balestra
Franco Balestra (Prelà, 8 agosto 1924 – Imperia, 3 settembre 2011) è stato un pallonista italiano, campione di pallapugno.
Nato nella provincia di Imperia, tradizionalmente patria di grandi pallonisti, in carriera disputò oltre 4 000 partite. Dopo gli esordi allo sferisterio di Tavole e in piazza del Duomo a Porto Maurizio, lo sferisterio Stenca di Imperia fu il luogo ove inizio' a farsi rispettare nella pallapugno che contava. Rivale e poi erede di Augusto Manzo, fu campione italiano nel 1952, 1955, 1957, 1958, 1959 e 1960.
Il titolo del 1952, dopo decenni, venne attribuito dalla Federazione alla Libertas Imperia capitanata da Franco Balestra riesaminando irregolarita' nello svolgimento delle partite di finale all'epoca giocate.
Nel 1953 il campione fu ingaggiato dalla Sapet Torino con un contratto annuale di 500 000 lire.
Un problema fisico ostacolò, a soli 36 anni, la prosecuzione ai massimi livelli della sua carriera, impedendogli con ogni probabilità di vincere ulteriori titoli italiani.
È stato insignito del titolo di cavaliere della Repubblica per merito sportivo ed è stato membro degli azzurri d'Italia, associazione che raggruppa tutti gli atleti che hanno indossato la maglia della  squadra nazionale.
È scomparso nel 2011 all'età di 87 anni.